# DK・メトカーフ
デケイリン・ゼカリアス・"DK"・メトカーフ（DeKaylin Zecharius "DK" Metcalf、1997年12月14日 - ）は、アメリカ合衆国ミシシッピ州オックスフォード出身のプロアメリカンフットボール選手。ポジションはワイドレシーバー。NFLのピッツバーグ・スティーラーズに所属している。
父は元NFLガードのテレンス・メトカーフである。メトカーフはミシシッピ州オックスフォードで生まれ育ち、高校はオックスフォード高校、大学はミシシッピ大学(通称オールミス)でアメリカンフットボールをプレーした。ミシシッピ大学で3シーズンプレーした後、2019年のNFLドラフトでシーホークスに2巡目全体64位で指名を受け入団した。日本語では「メットカーフ」の表記も見られる。

## 経歴

### 高校時代まで
ミシシッピ州オックスフォードのオックスフォード高校へ入学し、高校時代のフットボールキャリアでは、224回のレシーブ、3,302ヤード、49回のタッチダウンを記録した。メトカーフは4つ星WRとして注目され、Rivals.comによるランキングで14位にランクされている。

### 大学時代
2016年にミシシッピ大学（オールミス）に入学し、シーズン最初の2試合に出場した後、足の怪我によってシーズンを終えた。しかし彼はこの2試合で2レシーブ13ヤードを記録し、その2回のレシーブはいずれもタッチダウンにつながった。 2年目の2017年には39回646ヤードのレシーブと7回のタッチダウンを記録した。3年目の2018年シーズン、メトカーフはアーカンソー大学戦で首の怪我によってシーズンを終了するまでに、26レシーブ569ヤードを記録した。 2018年のシーズン終了後、4年次は大学でプレイせず、2019年のNFLドラフトににアーリーエントリーすることを表明した。3年間で67回のレシーブで1,228ヤード、14回のタッチダウンを記録してカレッジキャリアを終えた。

#### 大学での通算成績
| 2016 | オールミス | 2  | 2  | 13    | 6.5  | 2  |
| 2017 | オールミス | 12 | 39 | 646   | 16.6 | 7  |
| 2018 | オールミス | 7  | 26 | 569   | 21.9 | 5  |
| 通算 | 通算       | 21 | 67 | 1,228 | 18.3 | 14 |

### シアトル・シーホークス
| 身長                        | 体重            | 腕 の 長 さ       | 手 の 大 き さ   | 40Yrd ダ ッ シ ュ | 10Yrd ス プ リ ッ ト | 20Yrd ス プ リ ッ ト | 20Yrd シ ャ ト ル | 3 コ 丨 ン ド リ ル | 垂 直 跳 び      | 立 ち 幅 跳 び      | ベ ン チ プ レ ス |
| --------------------------- | --------------- | ----------------- | ---------------- | ----------------- | -------------------- | -------------------- | ----------------- | ------------------- | ---------------- | ------------------- | ----------------- |
| 6 ft 3+3⁄8 in (191 cm)      | 228 lb (103 kg) | 34+7⁄8 in (89 cm) | 9+7⁄8 in (25 cm) | 4.33 s            | 1.45 s               | N/A s                | 4.5 s             | 7.38 s              | 40.5 in (103 cm) | 11 ft 2 in (3.40 m) | 27 回             |
| All values from NFL Combine |                 |                   |                  |                   |                      |                      |                   |                     |                  |                     |                   |

#### 2019年シーズン
メトカーフは2019年のNFLドラフトでシアトル・シーホークスに2巡全体64位、ワイドレシーバー28人中9番目で指名された。その後2019年5月22日、シーホークスと460万ドル相当の4年契約を結んだ。
2019年9月8日、シンシナティ・ベンガルズ戦でレギュラーシーズン初戦をプレーしたメトカーフは、4レシーブ89ヤードを記録し、チームは21-20で勝利した。これは、NFLのルーキー選手による総レシービングヤードのフランチャイズ記録であり、プロフットボール殿堂入り選手であるスティーブ・ラージェントのそれまでの記録、86ヤードを上回った。
第2週のピッツバーグ・スティーラーズ戦では、キャリア初のタッチダウンを含む3レシーブ61ヤードを記録し、チームは28-26で勝利した。
第8週のアトランタ・ファルコンズ戦では、キャリア初の複数回のタッチダウンを記録した試合で、3レシーブ13ヤードで2回のタッチダウンを記録した。チームは27-20で勝利した。
翌週第9週のタンパベイ・バッカニアーズ戦では、メトカーフはレシーブとレシーブヤードで自身のキャリア最高記録を更新し、第4Q終了時で53ヤードのタッチダウンレシーブを含む95ヤード、延長戦での29ヤードのキャッチを含む合計6キャッチ124ヤードを記録した。これは彼のキャリア初の獲得ヤード100ヤード越えのゲームだった。また、第3Qにゲームを21-21で同点にした2ポイントコンバージョンをキャッチした。
メトカーフはレギュラーシーズンを、58回レシーブで900ヤード（NFLルーキーの中で3番目）、7回のタッチダウンレシーブを記録し、タイラー・ロケットに次ぐチーム2位の成績で終えた。
ワイルドカードラウンドのフィラデルフィア・イーグルス戦では、7キャッチ160ヤードと1タッチダウンを記録し、チームは17-9で勝利した。これはプレーオフゲームでのルーキープレイヤーの最多レシーブヤードのNFL記録であった。

#### 2020年シーズン

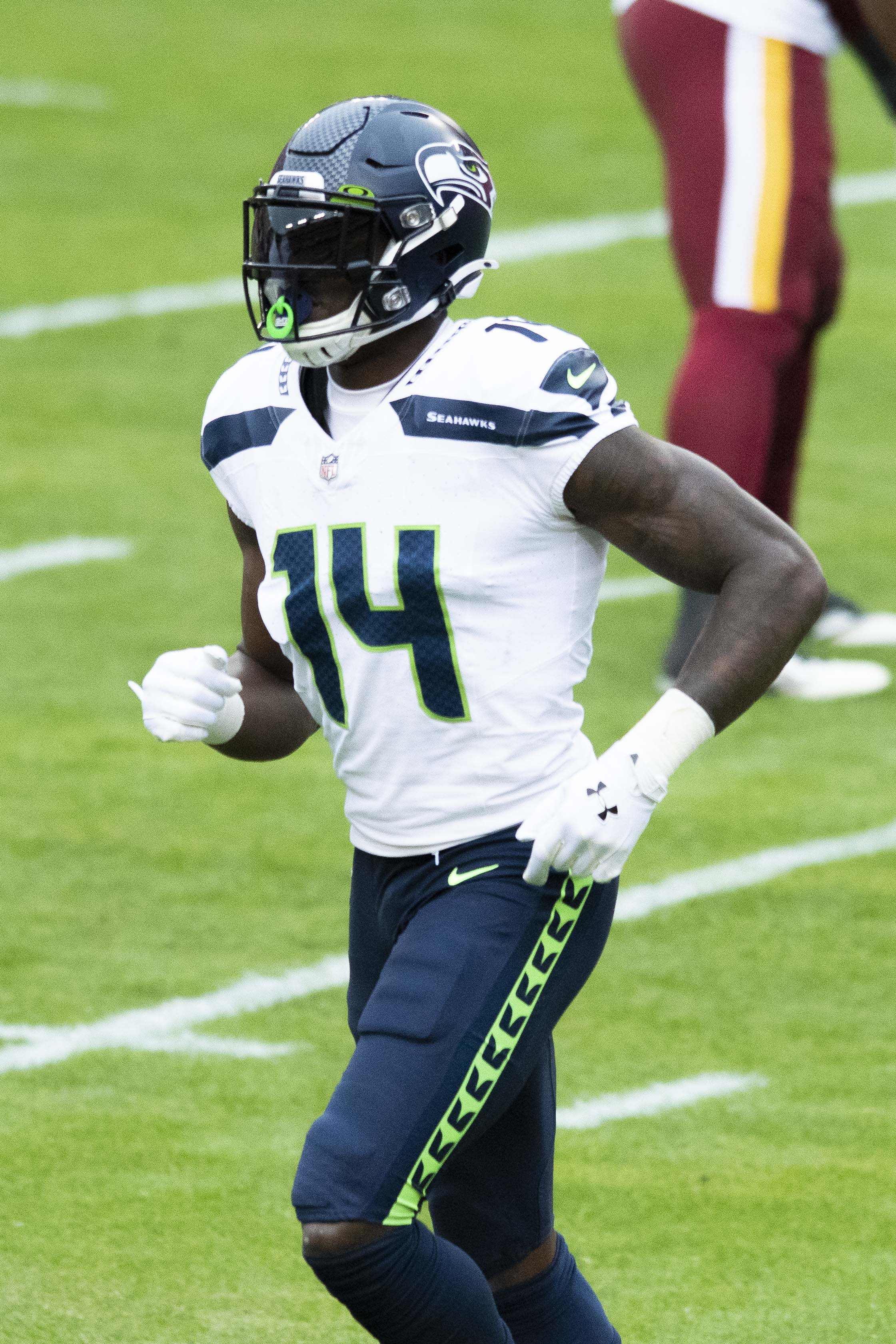
2020シーズンのメトカーフ

第1週のアトランタ・ファルコンズ戦では、メトカーフは38ヤードのタッチダウンレシーブを含む4レシーブ95ヤードを記録し、チームは38-25で勝利した。
第2週のニューイングランド・ペイトリオッツ戦では、メトカーフは54ヤードのタッチダウンレシーブを含む4レシーブ92ヤードを記録した。チームは35-30で勝利した。
第3週ダラス・カウボーイズとのゲームの第1Qで、メトカーフは61ヤードのロングパスをキャッチした後、後ろから相手CBのトレボン・ディグスが追いついていることに気付かず、ボールを片手で持っていたため相手にボールを弾かれ、エンドゾーン直前でファンブルしタッチバックとなる失態をした。しかしチームはこの試合を38-31で勝利し、メトカーフは29ヤードのタッチダウンレシーブを含む110レシービングヤードを記録した。
第4週のマイアミ・ドルフィンズ戦では、4レシーブで106ヤードを記録し、チームは31-23で勝利した。
第5週、サンデーナイトフットボールのミネソタ・バイキングス戦では、試合残り15秒でチームの勝利を決定付けたタッチダウンレシーブを含む6レシーブ93ヤード、2回のタッチダウンを記録し、チームは27-26で勝利した。
第7週のアリゾナ・カージナルス戦、カージナルスのSFバダ・ベイカーが、シーホークスにエンドゾーン前5ヤードにまで攻められた地点で、QBラッセル・ウィルソンのパスをインターセプトした。しかし、ベイカーがフィールドの半分を横切って完全に独走になっていたにもかかわらず、メトカーフはこれを追走しリターンタッチダウンを防いだ。結果的にアリゾナはこのインターセプトから得点に繋げることが出来なかった。この時のメトカーフの最高速度は時速36.44km(22.64mph）に達し、これはシーズン中のその時点までのNFLの追走記録の中で2番目に速かった。このプレーは、インターセプトというビッグプレーよりもそれを追走したメトカーフのスピードに注目が集まり、SNS上でも人気のプレーとなった。
第8週のサンフランシスコ・49ers戦では、46ヤードのタッチダウンレシーブとランを含む12レシーブ161レシービングヤードと2つのタッチダウンを記録し、チームは37-27で勝利した。
第12週、マンデーナイトフットボールのフィラデルフィア・イーグルス戦では、キャリアハイの10キャッチ177ヤードを記録し、チームは23-17で勝利した。
2020年シーズンを1,303レシーブヤード、10回のタッチダウンで終えた。1,303レシーブヤードはシーホークスのフランチャイズ記録を更新し、35年前のスティーブ・ラージェントの記録を上回った。この年、プロボウル・オールプロのセカンドチームに選出された。
プレーオフのワイルドカードゲームのロサンゼルス・ラムズ戦では、51ヤードのタッチダウンレシーブを含む5キャッチ96ヤードと2回のタッチダウンを記録したが、チームは30-20で敗戦しシーズンを終了した。
シーズン終了後、カリフォルニア州ウォルナットで開催されたオリンピック選考会を兼ねた大会の100m予選に出場した。結果は組最下位の10秒37であったが、アメリカンフットボール選手が陸上競技で善戦する姿には、多くの賞賛が寄せられた。9秒86の自己ベストを持ち、解説者を務めていた元トップ・スプリンターのアト・ボルドンはレース前に「彼の体格からすると10秒6から10秒7の間」と語っていたが、その予想を完全に覆す結果となった。彼のレース出場の経緯は、この年のアリゾナ・カージナルス戦での追走劇が注目されたためであり、アメリカ陸上競技連盟はSNS上で「ぜひ参加ください」と反応していた。
2022年7月28日、シーホークスと3年7,200万ドルの契約延長を行った。

### ピッツバーグ・スティーラーズ
2025年3月、2025年の2巡目のドラフト選択権と交換でピッツバーグ・スティーラーズにトレードされた。その後、スティーラーズと2029年シーズンまでの4年1億3,200万ドルの契約延長を行った。

## 詳細情報

### レギュラーシーズン
| 年度     | チーム   | 背 番 号 | 試合 | 試合 | レシーブ | レシーブ    | レシーブ         | レシーブ    | レシーブ | ラン | ラン        | ラン             | ラン        | ラン | ファンブル    | ファンブル |
| 年度     | チーム   | 背 番 号 | 出場 | 先発 | 回数     | 獲得 ヤード | 平均 獲得 ヤード | 最長 ヤード | TD       | 回数 | 獲得 ヤード | 平均 獲得 ヤード | 最長 ヤード | TD   | ファン ブル数 | ロスト     |
| -------- | -------- | -------- | ---- | ---- | -------- | ----------- | ---------------- | ----------- | -------- | ---- | ----------- | ---------------- | ----------- | ---- | ------------- | ---------- |
| 2019     | SEA      | 14       | 16   | 15   | 58       | 900         | 15.5             | 54          | 7        | 2    | 11          | 5.5              | 7           | 0    | 3             | 3          |
| 2020     | SEA      | 14       | 16   | 16   | 83       | 1,303       | 15.7             | 62          | 10       | –    | –           | –                | –           | 0    | 1             | 1          |
| 2021     | SEA      | 14       | 17   | 17   | 75       | 967         | 12.9             | 84          | 12       | 1    | 6           | 6.0              | 6           | 0    | 1             | 0          |
| 2022     | SEA      | 14       | 17   | 17   | 90       | 1,048       | 11.6             | 54          | 6        | -    | -           | -                | -           | 0    | 2             | 2          |
| 2023     | SEA      | 14       | 16   | 16   | 66       | 1,114       | 16.9             | 73          | 8        | -    | -           | -                | -           | 0    | 0             | 0          |
| 2024     | SEA      | 14       | 15   | 12   | 66       | 992         | 15.0             | 71          | 5        | -    | -           | -                | -           | 0    | 2             | 2          |
| NFL：6年 | NFL：6年 | NFL：6年 | 97   | 93   | 438      | 6,324       | 14.4             | 84          | 48       | 3    | 17          | 5.7              | 7           | 0    | 9             | 8          |

- 2024年度シーズン終了時
- 太字は自身最高記録

### ポストシーズン
| 年度 | チーム | 試合 | 試合 | レシーブ | レシーブ    | レシーブ         | レシーブ    | レシーブ | ファンブル    | ファンブル |
| 年度 | チーム | 出場 | 先発 | 回数     | 獲得 ヤード | 平均 獲得 ヤード | 最長 ヤード | TD       | ファン ブル数 | ロスト     |
| ---- | ------ | ---- | ---- | -------- | ----------- | ---------------- | ----------- | -------- | ------------- | ---------- |
| 2019 | SEA    | 2    | 2    | 11       | 219         | 19.9             | 53          | 1        | 0             | 0          |
| 2020 | SEA    | 1    | 1    | 5        | 96          | 19.2             | 51          | 2        | 0             | 0          |
| 2022 | SEA    | 1    | 1    | 10       | 136         | 13.6             | 50          | 2        | 0             | 0          |
| 通算 | 通算   | 4    | 4    | 26       | 451         | 17.3             | 53          | 5        | 0             | 0          |

- 2024年度シーズン終了時
- 太字は自身最高記録

### NFL記録
- ルーキープレイヤーのプレーオフでの最多レシービング記録(160ヤード　vsフィラデルフィア・イーグルス)

### シーホークス記録
- ルーキー時の最多レシービングヤード(89ヤード　vsシンシナティ・ベンガルズ)
- シーズン最多獲得ヤード(1,303ヤード)

## 私生活

### 家族
父親のテレンス・メトカーフはNFLの元ラインマンである。

### コーヒー
ESPNのアナウンサー、ジョー・テシトーレが「デカフェ・メトカーフ(“Decaf Metcalf”)」と間違って呼んでしまったことから、メトカーフはボルカニカコーヒー(Volcanica Coffee)と提携。2019年12月より、「デカフェ・メトカーフ」と表記された16オンス袋のコーヒーの販売を同社のウェブサイトで開始した。コーヒー販売の収益の一部は、メトカーフが長年の付き合いのある団体「プリズンフェローシップ」に寄付される。

### 信仰
メトカーフはキリスト教徒である。